# バンギメ語
バンギメ語/ ˌbæŋɡiˈmeɪ /（bàŋɡí–mɛ̀、またはBàŋgɛ́rí-mɛ̀）は、マリ南部の7つの村に住む3,500人のドゴン族の一部集団によって話されている孤立した言語である。「バンギメ」は自らの民族名「bàŋɡá–ndɛ̀」（「隠れた人々」の意）から。"Bangande"（以下、バンギメ人）はバンギメ語話者の民族名である。バンギメ人の人口は年間2.5％の割合で増加している。バンギメ人は自分たちをドゴン族だと考えているが、他のドゴン族はそうではないと主張している。バンギメ語は、エスノローグによって6aに分類される、危機に瀕する言語である。（他の）ドゴン諸語とは大きく異なることが長い間知られており、Blench（2005）によって孤立した言語である可能性が最初に提案された。以降の研究により、近隣の言語とは系統関係がなさそうだということが確認された。HeathとHantganは、バンガンデ渓谷を囲む崖が言語の孤立とバンギメ人の安全を提供したと想定した。バンギメ語はドゴン諸語とは系統関係が認められないが、バンギメ人は依然としてドゴン諸語であると考えている。HantganとListは、バンギメ語の話者は、ドゴン諸語と相互に理解できないことに気付いていないようだと報告している。
バンギメ語がドゴン諸語ではないことを発見したロジャー・ブレンチ（Roger Blench）は、次のように述べている。
この言語にはニジェール・コンゴ語の語根がいくつか含まれているが、西アフリカの他の全言語から語彙的に非常に離れている。それはおそらく、ドゴン族が拡大してくる前に話されていた言語の最後の生き残りであり、それは3、000〜4、000年前に遡る。
バンギメ語は「反言語」（en:anti-language）、つまり、その話者が部外者に理解されるのを防ぐのに役立つ言語として特徴付けられており、おそらくバンギメの村が奴隷キャラバンからの脱出の避難所であったことに関連している。
Blench（2015）は、バンギメ語とドゴン諸語には、ナイル・サハラ祖語から比較的早く分離したナイル・サハラ語の分派が基層となっていると提案し、暫定的にその分派を"Plateau"と呼んでいる。